# Kommunlistan
Kommunlistan (Zweeds voor: Gemeente Lijst) is een lokale politieke partij in Älvdalen, Zweden.
De partij was opgericht met de naam Särnalistan (Lijst Särna), met als doel de belangen van het dorp Särna te vertegenwoordigen in de grotere gemeente Älvdalen. Tot verbazing van de partij zelf echter, kwam een kwart van de stemmen voor de partij, in de verkiezingen van 2002, niet uit Särna zelf. In april 2005 veranderde de partij het hierop haar naam in Kommunlistan, om haar ambities als partij voor de volledige gemeente uiting te kunnen geven. 
Bij de gemeenteraadsverkiezingen in 2006 kreeg de partij 7,8% van de stemmen en 3 van de 35 zetels in de gemeenteraad. 